# (72828) 2001 HG10
2001 إتش جي 10 (ويعرف أيضًا باسم (72828) 2001 إتش جي 10 وفق تسمية الكوكب الصغير) (بالإنجليزية: 2001 HG10)‏ هو كويكب ضمن حزام الكويكبات؛ وترتيبه 72828 من حيث الاكتشاف.
اكتُشف هذا الجُرم الفلكي بواسطة بحث لنكولن عن الكويكبات القريبة من الأرض في 16 أبريل 2001.

## وصلات خارجية
- (72828) 2001 HG10 في قاعدة بيانات مختبر الدفع النفاث لأجرام النظام الشمسي الصغيرة

- الاكتشاف · مخطط المدار ·  العناصر المدارية · المعلمات المادية

- (72828) 2001 HG10 على موقع ويكي سكاي: DSS2, SDSS, GALEX, IRAS, Hydrogen α, X-Ray, Astrophoto, Sky Map, Articles and images